# Borzási István
Borzási István (Románia, Szilágy megye, Szilágyipp, 1960. december 25. –) baptista lelkipásztor.
1960. december 25-én született Szilágyippon. Fiatalkorában a zilahi bútorgyárban dolgozott, de emellett zenei téren részt vállalt a helyi baptista gyülekezet életében is. Miután eleget tett katonai kötelezettségeinek, a szülőfalujában található szénbányában dolgozott két évet. Ekkor döntötte el, hogy az evangéliumot fogja hirdetni.
1987-ben kötött házasságot Kui Mártával. Három gyermekük született: Johanna (1988), Tábita (1991) és Mírjám (1992).

## Teológiai tanulmányok
- 1984–1988: bukaresti Baptista Teológiai Szeminárium
- 1992–1994: Egyetemi Fokú Baptista Teológiai Intézet
- 1993–1994: Central Baptist Theological Seminary, magiszteri fokozat
- 1994–1996: Az ószövetséget tanulmányozta a Bible Education by Extension által szervezett Advanced Training Studies keretén belül
- 1999–2003: Magisteri tanulmányok (MTh) a prágai International Baptist Theological Seminaryban ószövetségből és héber nyelvből
- 2005–2008: doktori tanulmányok a kolozsvári Babeș–Bolyai Tudományegyetemen, a református teológiai tanszéken ószövetségből és héber nyelvből

## Lelkipásztorság
- 1988–1999: Kolozsvári Magyar Baptista Gyülekezet
- 1999–2008: Marosvásárhelyi Magyar Baptista Gyülekezet
- 2008–2015: Szilágyperecseni Magyar Baptista Gyülekezet
- 2015-től: Krasznai Magyar Baptista Gyülekezet – Gyülekezet Weboldala

## Munkásság

### Könyvei
- 1998: Sziklazúzó pöröly (prédikációk)
- 2005: Hermeneutika – Az igeértelmezés alapjai
- 2008: Homiletika – Az igehirdetés alapjai
- 2010: Emlékezzél meg az ősidőkről! (a szilágyperecseni baptista gyülekezet története)
- Érteni az Írásokat. Bevezetés az igeértelmezésbe; 4H-Magyar Misszió–Örömhír Alapítvány, Bristol–Orgovány, 2014
- 2014: A baptista ének-zenemisszió története Erdélyben (1867–1914) és a Szilágyperecseni Magyar Baptista Gyülekezet énekkarának 100 éves története (1914-2014)[1]
- Hegyek és völgyek istene. Prédikációk a Királyok első könyvéből; 4H-Magyar Misszió–Örömhír Alapítvány, Bristol–Orgovány, 2015
- Isten országának képeskönyve. Jézus Krisztus példázatainak mai üzenete; 4H, Clevedon, 2017

### Egyéb
- 1990–1994: a Romániai Magyar Baptista Gyülekezetek Szövetségének főtitkára;
- 1994–1999: a Magyar Baptista Teológiai Fakultás alapítója és dékánja. ószövetségi izagógiát, ószövetségi teológiát, ószövetségi régészetet, hermeneutikát és homiletikát tanít;
- 1999–2003: a Romániai Magyar Baptista Gyülekezetek Szövetségének oktatásügyi alelnöke;
- 1990-től szerkeszti a Baptista Egyház vasárnapi és szerdai rádió-istentiszteleteit a Kolozsvári Rádióban (909 m és 1593 m középhullámon), 1996-tól a kolozsvári Evangélium Hangja Rádió magyar nyelvű műsorait (88,3 MH FM Stereo, minden vasárnap 20:25-től);
- 2003–2007: a Romániai Magyar Baptista Gyülekezetek Szövetsége és a Magyar Baptista Világszövetség elnöke;
- 2007–2011: a Romániai Magyar Baptista Gyülekezetek Szövetsége missziói alelnöke.